# Баум Володимир Олександрович
Володимир Олександрович Баум (6 серпня 1922, с. Коритишки, Білостоцьке воєводство — 15 березня 2018) — Герой Соціалістичної Праці (1966). Учасник Другої світової війни.

## Біографія
Закінчив Гродненський державний аграрний університет. З 1950 по 1954 рік — робочий, механік, голова завкому Гродненського комбінату будматеріалів.
З 1954 голова колгоспу імені XXII з'їзду КПРС (до 1961 року колгосп «Стахановець», на 2012 рік — СВК імені Баума) Ів'євського району.
З 1990 року на пенсії.

## Нагороди
За продуману, розраховану на гідне життя людей забудову центральної садиби колгоспу імені XXII партз'їзду (д. Гераньjyb) В.О. Баум нагороджений золотою медаллю ВДНГ СРСР.
Звання Героя Соціалістичної Праці присвоєно за успіхи у розвитку тваринництва, збільшення виробництва і заготівель сільськогосподарських продуктів. Член Ревізійної комісії КПБ в 1961-66. Депутат Верховної Ради Білоруської РСР у 1963-67.
За час роботи головою колгоспу був нагороджений орденами Леніна, Жовтневої Революції, Трудового Червоного Прапора, «Знак Пошани».